# Grand National Tour
Il Grand National Tour è il quinto tour musicale del rapper statunitense Kendrick Lamar e il terzo della cantante statunitense SZA, rispettivamente a supporto del sesto album in studio GNX (2024) e della ristampa del secondo album in studio Lana (2024).

## Antefatti e sviluppo
Essendo stati per oltre un decennio  colleghi di etichetta sotto la Top Dawg Entertainment (TDE), Kendrick Lamar e SZA hanno collaborato diverse volte nel corso della loro carriera, la più recente delle quali nell'album di Lamar GNX, pubblicato a sorpresa il 22 novembre 2024. Il duo ha ufficialmente annunciato l'inizio del Grand National Tour il 3 dicembre successivo, undici giorni dopo l'uscita del disco del rapper, e con esso le date del tour, fissato al periodo primaverile negli stadi di Stati Uniti d'America e Canada.
Il 10 febbraio 2025 Kendrick Lamar si è esibito al Caesars Superdome di New Orleans in una storica performance per l'halftime show del Super Bowl LIX, in cui ha fatto registrare il primato d'ascolti della televisione americana, con oltre 133,5 milioni di telespettatori. Gran parte dello show è stato progettato per somigliare all'imminente tour del rapper, tra cui il palco, la scaletta e le coreografie, in modo da fornire al pubblico un'anteprima di ciò a cui avrebbe assistito di lì a poco. Quello stesso giorno sono state rivelate le date della tappa europea del tour, anch'essa svoltasi negli stadi e comprensiva di uno spettacolo allo Stadio Olimpico di Roma, e i cui biglietti sono stati resi disponibili quattro giorni più tardi.
Sarebbero dovuti inizialmente essere tredici i concerti previsti in Europa ma, dopo essere andati esauriti in pochi giorni e a causa dell'ingente richieste da parte dei fans, furono ben presto aumentati a sedici in seguito all'aggiunta di seconde date di Francoforte sul Meno, Londra e Parigi. Il 1º aprile, infine, è stata resa ufficiale la presenza del disc jockey Mustard in qualità di artista d'apertura per le date negli stadi d'Europa, mentre nell'estate del 2025 si sono aggiunti i concerti in America Latina e Oceania, nei quali si esibirà solo Lamar come artista principale e le cui apparizioni dal vivo saranno aperte da Schoolboy Q e dalla cantante Doechii.

## Sinossi del concerto
Ciascun spettacolo del Grand National Tour è diviso in nove atti, in cui la maggior parte di essi consistono in esibizioni soliste di Lamar e SZA, ad eccezione del quinto e nono; durante questi ultimi, infatti, i due artisti si riuniscono sul palco per eseguire insieme i loro brani in collaborazione, quali All the Stars, luther e 30 for 30. Sotto il punto di vista estetico, i set che accompagnano le loro esibizioni differiscono enormemente: quelli di Kendrick Lamar sono illuminati da una tavolozza di colori tenui, perlopiù orbitanti sulle varie tonalità di bianco, grigio e nero, salvo soltanto alcuni segmenti dei brani come Not like Us. Le coreografie ideate per l'occasione hanno richiesto l'impiego di un'elevata quantità di ballerini, tutti specializzati in danza hip-hop e breakdance e con indosso capi d'abbigliamento celebranti lo street fashion, che includono tra i tanti felpe oversize, cappelli, jeans larghi, uniformi militari e scarpe Timberland.
Rispetto agli atti di Lamar, quelli di SZA fanno largo uso di effetti pirotecnici e illusioni teatrali, in quanto mirati a coinvolgere il pubblico in un'esperienza molto più immersiva: la seconda parte del concerto è infatti dedicata all'album SOS, in cui la cantante si esibisce sullo sfondo di scenografie brillanti e variopinte, spesso arredate con molti oggetti di scena legati al mondo vegetale, come foglie d'edera, prati fioriti, alberi e, soprattutto, insetti. Così come i suoi ballerini, vestiti come mantidi religiose, anche la stessa SZA appare in scena con le sembianze d'insetto: per l'esecuzione di Saturn, la cantante porta un lungo abito simile a un bozzolo che, mentre lei viene sollevata in aria, viene rimosso per rivelare un paio d'ali da farfalla, mentre durante il brano Kitchen la si vede addirittura cavalcare Anthony, una gigantesca formica dagli occhi rossi. Spesso i numeri del concerto vengono introdotti da sequenze con SZA e Lamar protagonisti, tra cui un intramezzo comico dei due discutere su quale ordine effettuare al drive-through in una stazione di servizio e la deposizione giudiziaria da parte di entrambi in una stanza degli interrogatori mentre rispondono alle domande di un avvocato.

## Scaletta
Kendrick Lamar
1. Wacced Out Murals
2. Squabble Up
3. King Kunta
4. Element
5. TV Off

SZA
1. 30 for 30 (con Kendrick Lamar)
2. Love Galore
3. Broken Clocks
4. The Weekend (include elementi di Set the Mood (Prelude) di Justin Timberlake)

Kendrick Lamar
1. Euphoria
2. Hey Now
3. Reincarnated
4. Humble
5. Backseat Freestyle
6. Family Ties
7. Swimming Pools (Drank)
8. M.A.A.D City (include elementi di Sweet Love di Anita Baker)
9. Alright
10. Man at the Garden

SZA
1. Scorsese Baby Daddy
2. F2F
3. Garden (Say It like Dat)
4. Kitchen
5. Blind
6. Forgiveless
7. Low

Kendrick Lamar e SZA
1. Doves in the Wind
2. All the Stars
3. Love

Kendrick Lamar
1. Dodger Blue
2. Peekaboo
3. Like That (include elementi di Caught Up in the Rapture di Anita Baker)
4. DNA
5. Good Credit
6. Count Me Out (include elementi di Bitch, Don't Kill My Vibe)
7. Money Trees
8. Poetic Justice

SZA
1. Diamond Boy (DTM)
2. Shirt
3. Kill Bill
4. Snooze
5. Crybaby
6. Saturn
7. Good Days
8. Rich Baby Daddy
9. BMF
10. Kiss Me More (include elementi di Kiss di Prince)

Kendrick Lamar
1. Bodies[23]
2. TV Off  (con Mustard; include elementi di Angel di Anita Baker)
3. Not like Us

Kendrick Lamar e SZA
1. Luther
2. Gloria

## Date del tour
| Data              | Città                | Stato        | Luogo                             | Biglietti venduti / Biglietti disponibili | Incasso      |              |
| Nord America      | Nord America         | Nord America | Nord America                      | Nord America                              | Nord America | Nord America |
| ----------------- | -------------------- | ------------ | --------------------------------- | ----------------------------------------- | ------------ | ------------ |
| 19 aprile 2025    | Minneapolis          | Stati Uniti  | U.S. Bank Stadium                 | 47.354 / 47.354                           | $9.124.989   |              |
| 23 aprile 2025    | Houston              | Stati Uniti  | NRG Stadium                       | 42.205 / 42.205                           | $9.449.459   |              |
| 26 aprile 2025    | Arlington            | Stati Uniti  | AT&T Stadium                      | 49.642 / 49.642                           | $11.822.196  |              |
| 29 aprile 2025    | Atlanta              | Stati Uniti  | Mercedes-Benz Stadium             | 51.157 / 51.157                           | $11.605.370  |              |
| 3 maggio 2025     | Charlotte            | Stati Uniti  | Bank of America Stadium           | 53.364 / 53.364                           | $11.003.373  |              |
| 5 maggio 2025     | Filadelfia           | Stati Uniti  | Lincoln Financial Field           | 53.196 / 53.196                           | $10.433.639  |              |
| 8 maggio 2025     | East Rutherford      | Stati Uniti  | MetLife Stadium                   | 107.466 / 107.466                         | $24.115.041  |              |
| 9 maggio 2025     | East Rutherford      | Stati Uniti  | MetLife Stadium                   | 107.466 / 107.466                         | $24.115.041  |              |
| 12 maggio 2025    | Foxborough           | Stati Uniti  | Gillette Stadium                  | 50.407 / 50.407                           | $10.169.692  |              |
| 17 maggio 2025    | Seattle              | Stati Uniti  | Lumen Field                       | 60.941 / 60.941                           | $14.811.494  |              |
| 21 maggio 2025    | Inglewood            | Stati Uniti  | SoFi Stadium                      | N.D.                                      | N.D.         |              |
| 23 maggio 2025    | Inglewood            | Stati Uniti  | SoFi Stadium                      | N.D.                                      | N.D.         |              |
| 24 maggio 2025    | Inglewood            | Stati Uniti  | SoFi Stadium                      | N.D.                                      | N.D.         |              |
| 27 maggio 2025    | Glendale             | Stati Uniti  | State Farm Stadium                | N.D.                                      | N.D.         |              |
| 29 maggio 2025    | San Francisco        | Stati Uniti  | Oracle Park                       | N.D.                                      | N.D.         |              |
| 31 maggio 2025    | Paradise             | Stati Uniti  | Allegiant Stadium                 | N.D.                                      | N.D.         |              |
| 4 giugno 2025     | Saint Louis          | Stati Uniti  | The Dome at America's Center      | N.D.                                      | N.D.         |              |
| 6 giugno 2025     | Chicago              | Stati Uniti  | Soldier Field                     | N.D.                                      | N.D.         |              |
| 10 giugno 2025    | Detroit              | Stati Uniti  | Ford Field                        | N.D.                                      | N.D.         |              |
| 12 giugno 2025    | Toronto              | Canada       | Rogers Centre                     | N.D.                                      | N.D.         |              |
| 13 giugno 2025    | Toronto              | Canada       | Rogers Centre                     | N.D.                                      | N.D.         |              |
| 16 giugno 2025    | Hershey              | Stati Uniti  | Hersheypark Stadium               | N.D.                                      | N.D.         |              |
| 18 giugno 2025    | Landover             | Stati Uniti  | Northwest Stadium                 | N.D.                                      | N.D.         |              |
| Europa            |                      |              |                                   |                                           |              |              |
| 2 luglio 2025     | Colonia              | Germania     | RheinEnergieStadion               | N.D.                                      | N.D.         |              |
| 4 luglio 2025     | Francoforte sul Meno | Germania     | Deutsche Bank Park                | N.D.                                      | N.D.         |              |
| 5 luglio 2025     | Francoforte sul Meno | Germania     | Deutsche Bank Park                | N.D.                                      | N.D.         |              |
| 8 luglio 2025     | Glasgow              | Regno Unito  | Hampden Park                      | N.D.                                      | N.D.         |              |
| 10 luglio 2025    | Birmingham           | Regno Unito  | Villa Park                        | N.D.                                      | N.D.         |              |
| 13 luglio 2025    | Amsterdam            | Paesi Bassi  | Johan Cruijff Arena               | N.D.                                      | N.D.         |              |
| 15 luglio 2025    | Nanterre             | Francia      | Paris La Défense Arena            | N.D.                                      | N.D.         |              |
| 16 luglio 2025    | Nanterre             | Francia      | Paris La Défense Arena            | N.D.                                      | N.D.         |              |
| 19 luglio 2025    | Cardiff              | Regno Unito  | Principality Stadium              | N.D.                                      | N.D.         |              |
| 22 luglio 2025    | Londra               | Regno Unito  | Tottenham Hotspur Stadium         | N.D.                                      | N.D.         |              |
| 23 luglio 2025    | Londra               | Regno Unito  | Tottenham Hotspur Stadium         | N.D.                                      | N.D.         |              |
| 27 luglio 2025    | Lisbona              | Portogallo   | Estádio do Restelo                | N.D.                                      | N.D.         |              |
| 30 luglio 2025    | Barcellona           | Spagna       | Estadi Olímpic Lluís Companys     | N.D.                                      | N.D.         |              |
| 2 agosto 2025     | Roma                 | Italia       | Stadio Olimpico                   | N.D.                                      | N.D.         |              |
| 6 agosto 2025     | Varsavia             | Polonia      | PGE Narodowy                      | N.D.                                      | N.D.         |              |
| 9 agosto 2025     | Stoccolma            | Svezia       | 3Arena                            | N.D.                                      | N.D.         |              |
| America Latina    |                      |              |                                   |                                           |              |              |
| 23 settembre 2025 | Città del Messico    | Messico      | Estadio GNP Seguros               | N.D.                                      | N.D.         |              |
| 27 settembre 2025 | Bogotá               | Colombia     | Vive Claro                        | N.D.                                      | N.D.         |              |
| 30 settembre 2025 | São Paulo            | Brasile      | Allianz Parque                    | N.D.                                      | N.D.         |              |
| 4 ottobre 2025    | Buenos Aires         | Argentina    | Estadio River Plate               | N.D.                                      | N.D.         |              |
| 7 ottobre 2025    | Santiago del Cile    | Cile         | Estadio Monumental David Arellano | N.D.                                      | N.D.         |              |
| Oceania           |                      |              |                                   |                                           |              |              |
| 3 dicembre 2025   | Melbourne            | Australia    | AAMI Park                         | N.D.                                      | N.D.         |              |
| 4 dicembre 2025   | Melbourne            | Australia    | AAMI Park                         | N.D.                                      | N.D.         |              |
| 10 dicembre 2025  | Sydney               | Australia    | Allianz Stadium                   | N.D.                                      | N.D.         |              |
| 11 dicembre 2025  | Sydney               | Australia    | Allianz Stadium                   | N.D.                                      | N.D.         |              |
| Totale            | Totale               | Totale       | Totale                            | 515.732 / 515.732                         | $112.535.253 |              |